# All Star (Lied)
All Star ist ein Lied der US-amerikanischen Rockband Smash Mouth. Es wurde am 4. Mai 1999 als zweite Single ihres Studioalbums Astro Lounge veröffentlicht, ist einer der erfolgreichsten kommerziellen Veröffentlichungen der Gruppe, die unter anderem zum Top-10-Hit in den Vereinigten Staaten avancierte.

## Komposition
All Star wird in der Fis-Dur Tonart mit einem Tempo von 104 Schlägen pro Minute gespielt. Laut einem Interview aus dem Jahr 2017 war Songwriter Greg Camp daran interessiert, mit dem Song mehrere Stile zu erkunden und gesellschaftliche Schichten anzusprechen. Hierzu zählen unter anderem der soziale Kampfschrei des Lieds, die Form einer Sport- und Fanbasehymne, die poetische Lyrik, die mitreißende Melodie und die Gestaltung des Musikvideos.

## Musikvideo
Das Musikvideo (unter Regie von McG) zeigt Cameoauftritte von Darstellern aus dem Film Mystery Men von 1999. Zu ihnen gehören William H. Macy, Ben Stiller, Hank Azaria, Diane Rehm, Paul Reubens, Kel Mitchell, Janeane Garofalo, Doug Jones und Dane Cook. Das Video konnte im November 2021 über 370 Millionen Aufrufe auf dem YouTube-Kanal von Smash Mouth aufweisen.
Das Video beginnt mit der Gruppe von Männern, die sich bei einem Club für Superhelden-Rollen mit ihren ungewöhnlichen Superkräften vorstellen. Allerdings sind alle nicht wirklich für den Club geeignet. Als sich ein Mann, der als Elvis Presley verkleidet ist, vorstellt, tritt Harwell ein und wirft den Mann heraus. Die Jury ist schockiert und beeindruckt von Harwells Auftritt und will ihn daher in den Club aufnehmen. Danach beginnt Harwell damit das Lied zu singen, während er einen Bürgersteig entlang geht und tanzt.
Er bleibt bei zwei Kindern stehen und springt dann auf eine Limousine, während die anderen Bandmitglieder vor einem Haus auftreten. Allerdings bricht ein Feuer im obersten Stockwerk des Hauses, wo die Band spielt, aus und zwei Damen schreien um Hilfe. Harwell rettet einen Hund aus dem Haus und die Damen sind erleichtert, dass der Hund in Sicherheit ist.
Zwei Mädchen stehen nun auf einem Motorrad und Harwell nähert sich ihnen. Danach nimmt er sie mit auf eine Spritztour durch die Nachbarschaft mit und die Band tritt im Parkhaus auf. Währenddessen kommt es zu einem Rennen zwischen den Bandmitgliedern in der Limousine und denen Clubmitgliedern in einem älteren Wagen. Nachdem die beiden Autos halten und die Passagiere sich gegenseitig bekämpfen überholt der Sänger sie mit dem Motorrad. Das alte Auto ist in einen Anhänger gestürzt und Harwell rettet seine Bandkollegen vor dem Angriff der Clubmitglieder, indem er sie in seinem Motorrad mitnimmt und dafür die beiden Mädchen wütend zurücklässt.
Als die Band in der Nachbarschaft ankommt, sehen sie einen umgestürzten Schulbus auf dem Boden liegen, wo eine Frau darunter liegt. Als zwei Cheerleader anfeuern und in der Ferne tanzen, zieht Harwell den Bus zurück auf die Straße, so dass sich die Frau befreien kann. Dabei stellt sich heraus, dass sie „Miss All Star“ ist. Anschließend winkt sie und eine Gruppe Schülerinnen und ihre Lehrerin, die im Schulbus sitzt, der Band zu. Die Szene wechselt dann zu der Band, die die letzten Teile des Liedes in einer Garage spielt. Am Ende des Musikvideos applaudieren auch die Clubmitglieder für die Band.

## Mitwirkende
- Greg Camp – Gesang, Gitarre, Keyboard
- Kevin Coleman – Gesang, Schlagzeug
- Steve Harwell – Gesang
- Paul De Lisle – Bass, Gesang

## Pop- und Netzkultur
Das Lied wird in einer Szene von Mystery Men verwendet, in welcher neue Superhelden für das Team rekrutiert werden sollen.
Das Lied wird ebenfalls im Shrek-Franchise verwendet, vor allem während des Vorspanns des ersten Films, der die Titelfigur vorstellt. Dies führte dazu, dass der Song in der Netzkultur häufig mit Shrek in Verbindung gebracht wird. Er wurde daher auch zu einem populären Internet-Meme, das besonders seit 2016 häufig verbreitet wird. Die Memes beziehen sich meist auf Remixe, Parodien und andere künstlerische und humorvolle Bearbeitungen des Liedes und des Musikvideos, beispielsweise eine Neu-Harmonisierung im Stile eines typischen Bach-Chorals.
Am Ende des Films Rat Race treten Smash Mouth als sie selbst auf und spielen ebenfalls "All Star".

## Single-Titelliste
CD 1
1. All Star
2. Walkin’ On the Star (Sun E Delight Remix)
3. The Fonz

CD 2
1. All Star
2. Walkin’ On the Sun
3. Can’t Get Enough of You Baby
4. Walkin’ on the Sun (Video)

## Kommerzieller Erfolg

### Chartplatzierungen
| ChartsChartplatzierungen       | Höchstplatzierung | Wochen |
| ------------------------------ | ----------------- | ------ |
| Deutschland (GfK)              | 74 (8 Wo.)        | 8      |
| Vereinigte Staaten (Billboard) | 4 (30 Wo.)        | 30     |
| Vereinigtes Königreich (OCC)   | 24 (9 Wo.)        | 9      |

| ChartsJahrescharts (1999)      | Platzierung |
| ------------------------------ | ----------- |
| Vereinigte Staaten (Billboard) | 17          |

### Auszeichnungen für Musikverkäufe
| Land/Region                  | Auszeichnungen für Musikverkäufe (Land/Region, Auszeichnung, Verkäufe) | Verkäufe  |
| ---------------------------- | ---------------------------------------------------------------------- | --------- |
| Australien (ARIA)            | Platin                                                                 | 70.000    |
| Brasilien (PMB)              | Gold                                                                   | 30.000    |
| Dänemark (IFPI)              | Platin                                                                 | 90.000    |
| Deutschland (BVMI)           | Gold                                                                   | 250.000   |
| Italien (FIMI)               | Platin                                                                 | 50.000    |
| Neuseeland (RMNZ)            | 4× Platin                                                              | 120.000   |
| Spanien (Promusicae)         | Platin                                                                 | 60.000    |
| Vereinigte Staaten (RIAA)    | 3× Platin                                                              | 3.000.000 |
| Vereinigtes Königreich (BPI) | 2× Platin                                                              | 1.200.000 |
| Insgesamt                    | 2× Gold · 13× Platin ·                                                 | 4.870.000 |